# Повернення Нової Гранади під владу Іспанії
Повернення Нової Гранади під владу Іспанії (1815—1816) — військова кампанія Іспанського королівства проти повсталих американських колоній.

## Передісторія
1808 року Наполеон змусив Карла IV і Фердинанда VII зректися прав на іспанський престол, і зробив королем Іспанії свого брата Жозефа. Однак це призвело до народного повстання, що вилилося в затяжну війну. Велика королівська рада Кастилії проголосила королівське зречення таким, що не має сили, і носієм вищої влади в країні оголосили Центральну Верховну Правлячу Хунту Королівства. 29 січня 1810 року Хунта саморозпустилася, передавши владу Регентській раді Іспанії та Індій.
Навесні 1810 року Південної Америки досягли звістки про саморозпуск Центральної Хунти та створення Регентської ради. У відповідь на це на місцях почали утворюватися хунти, які заявляли про невизнання Регентської ради. 20 липня 1810 року у столиці віцекоролівства Нова Гранада Санта-Фе-де-Боготі на відкритих народних зборах обрано Верховну Народну Хунту Нової Гранади, яка 26 липня оголосила про невизнання Регентської ради. 27 листопада 1811 року в Тунсі провінції Антіокія, Картахена, Нейва, Памплона та Тунха підписали Акт про Федерацію Сполучених провінцій Нової Гранади.
Після розгрому Наполеона та повернення на трон Фердинанд VII вирішив відновити свою владу у Південній Америці.

## Хід подій
17 лютого 1815 року в Америку на 42 транспортах у супроводі 18 військових кораблів відправлено 15 тисяч солдатів під командуванням Пабло Морільйо. Спочатку вони прибули до Венесуели, де роялісти під командуванням Морільйо успішно боролися з революціонерами. Звідти об'єднані сили у квітні здійснили експедицію на острів Маргарита (де голова повстанців Арісменді, зважаючи на значну перевагу противника, вважав за краще здатися без бою), після чого Морільйо вирушив у Каракас, де в травні оголосив про повну амністію. Потім почався наступ на Нову Гранаду.
Одна армія вирушила до Нової Гранади через гори, а інша (під командуванням самого Морільйо) — узбережжям; солдати Морільйо пливли на кораблях. Після поповнення запасів у місті Санта-Марта, що перебувало в руках роялістів, іспанські війська 23 липня 1815 року взяли в облогу головний карибський порт Нової Гранади — Картахену. Облога тривала 106 днів, у грудні місто впало; тих із захисників, хто не зумів прорватися через іспанські лінії, стратили.
Військо Морільйо вирушило вгору річкою Магдалена до Санта-Фе-де-Боготи (по дорозі Морільйо отримав звістку, що Арісменді знову підняв повстання на Маргариті, вирізавши весь іспанський гарнізон). Богота здалася без бою 6 травня 1816 року.

## Підсумки та наслідки
Щоб позбутися лідерів повстанців, Морільйо заснував «трибунал упокорення». Було страчено близько 600 осіб, включно з першим президентом Сполучених провінцій Нової Гранади Камілло Торресом.